# 泰阜村
泰阜村（日语：／ Yasuoka mura */?）是位于長野縣下伊那郡南部的一村。